# فيونا باتلر
فيونا باتلر (بالإنجليزية: Fiona Butler) هي لاعب هوكي الحقل جنوب أفريقية، ولدت في 16 أكتوبر 1977.

## وصلات خارجية
- فيونا باتلر على موقع الاتحاد الدولي للهوكي (الإنجليزية)
- فيونا باتلر على موقع اتحاد جنوب إفريقيا للهوكي (الإنجليزية)
- فيونا باتلر على موقع أوليمبيديا (الإنجليزية)
- فيونا باتلر على موقع دورة ألعاب الكومنولث 2006 (مؤرشف) (الإنجليزية)